# Harmonist
Harmonist var titel på en musiker med lägst rang inom ett regemente som spelar harmonimusik.